# Bukovski Vrh
Bukovski Vrh je razložena vas v Občini Tolmin, ki stoji na pobočjih istoimenskega hriba (918 m n. m.) na severovzhodnem delu Šentviške planote, južno od Baške grape. Sestavljajo jo zaselki Pušnik, Lipeta, Doline in Svinače.
V prvi polovici 20. stoletja je štela precej več prebivalcev, v 1950. letih pa se je zaradi odročnosti večina odselila. Leta 1960 so zaprli mlečnopredelovalni obrat, ki je deloval v kraju, leta 1966 pa je bila ukinjena tudi tamkajšnja osnovna šola. Zdaj je več domačij preurejenih v počitniške hiše.